# Pramort
 (décembre 2012).
Si vous disposez d'ouvrages ou d'articles de référence ou si vous connaissez des sites web de qualité traitant du thème abordé ici, merci de compléter l'article en donnant les références utiles à sa vérifiabilité et en les liant à la section « Notes et références ».
Pramort est le point le plus occidental de la péninsule allemande de Fischland-Darss-Zingst, sur la Mer Baltique à environ 20 km de Zingst. Il est possible d'apercevoir, à partir de cet endroit, l'île de Hiddensee et l'île de Rügen. 
Localisation: 54° 25′ N, 12° 55′ E